# لوکزامبورگ (شهر)
شهر لوکزامبورگ (به زبان لوکزامبورگی: Lëtzebuerg و به فرانسوی: Luxembourg) پایتخت دوک‌نشین لوکزامبورگ است.
این شهر در جنوب کشور لوکزامبورگ و در هم‌ریزشگاه دو رود آلزت و پتروس قرار دارد.
لوکزامبورگ در قلب اروپا جای گرفته است؛ به طوری که فاصلهٔ آن از پاریس ۲۸۹ کیلومتر، از بروکسل ۱۸۸ کیلومتر و از کلن ۱۹۰ کیلومتر می‌باشد.
لوکزامبورگ یکی از ثروتمندترین شهرهای جهان بوده و به صورت یکی از مراکز مهم بانک‌داری و اداری درآمده است. این شهر مقر چندین نهاد مربوط به اتحادیه اروپا است از جمله دادگستری اروپا، دیوان حسابرسی اروپا و بانک سرمایه‌گذاری اروپا در این شهر قرار گرفته‌اند.

## جغرافیا
محدوده شهر لوکزامبورگ در اصل یک بخش شهرستان است که رسماً عنوان شهر هم یافته و پایتخت دوک نشین بزرگ لوکزامبورگ اعلام شده است.

## تاریخ
دیوارهای دژ تاریخی بزرگی در شهر لوکزامبورگ به چشم می‌خورد که در اوایل سده‌های میانه توسط فرانک‌ها ساخته شده است.
جمعیت شهر لوکزامبورگ در سال ۲۰۰۹ میلادی ۹۰ هزار نفر بود که تقریباً سه برابر بیشتر از جمعیت شهر دوم این کشور است.
شهر لوکزامبورگ به اضافه مناطق حومهٔ آن یعنی هسپرانژ، سندوایلر، اشتراسن، والفردانژ ۱۰۳٬۹۷۳ نفر جمعیت دارد.

## تاریخچه
در روزگار رومیان یک برج و بارو در محل کنونی شهر لوکزامبورگ ساخته شده‌بود تا پیوندگاه دو جاده رومی را در این محل پاسبانی کند.
در سال ۹۶۳ میلادی، زیگفرید یکم آردن که از خویشاوندان نزدیک لوئی دوم، پادشاه فرانسه بود، توانست صاحب زمین‌های لوکزامبورگ شود. او در این مکان و بر فراز صخره بوک فیلس قصری برای خود ساخت به نام لوسیلین‌بوروک (قصر کوچک).
در سال ۹۸۷ سراسقف تری‌یر پنج مذبح به کلیسای رستگاری (امروز به نام کلیسای سان میشل) در لوکزامبورگ پیشکش کرد که بر اهمیت آن افزود. پس از آن در پیوندگاه دو جاده رومی که در نزدیکی این کلیسا قرار داشت بازارچه‌ای توسعه یافت که شهر به مرور در پیرامون این بازارچه شکل گرفت.
به مرور زمان مهندسان گوناگون از جمله وُبان دیوارهای دفاعی زیادی در این شهر ساختند که آن را تبدیل به حفاظ‌ترین شهر اروپا کرد. این باعث شد که شهر لوکرامبورگ لقب جبل‌الطارق شمال را به خود بگیرد.
در پی کنگره لندن که در سال ۱۸۶۷ برگزار شد لوکزامبورگ بی‌طرف اعلام شد و قرار شد تمامی برح و باروها و دیوارهای دفاعی آن ویران شود. پس از این تخریب تنها ۱۰ درصد از آن سازه‌ها باقی‌ماند.